# Tarenna verticillata
Tarenna verticillata är en måreväxtart som beskrevs av J. Jérémie. Tarenna verticillata ingår i släktet Tarenna och familjen måreväxter. Inga underarter finns listade i Catalogue of Life.